# 8 Simple Rules for Buying My Teenage Daughter
8 Simple Rules for Buying My Teenage Daughter (Восемь простых правил для покупки моей дочери-подростка) — восьмая серия четвёртого сезона мультсериала «Гриффины». Премьерный показ состоялся 10 июля 2005 года на канале FOX.

## Сюжет
Питер отправляется в аптеку за презервативами, но забывает бумажник. Владелец аптеки, Морт Голдман, предлагает открыть ему кредит, чем Питер немедленно и бездумно пользуется. Очень скоро долг Питера составляет уже 34 000 долларов. Не зная, что делать, Питер предлагает Морту свою дочь, Мег, чтобы погасить долг. Морт, зная, что его сын, Нейл, безответно влюблён в Мег, соглашается, однако для всех становится неожиданностью, что Нейл уже встречается с другой девушкой, Сесилией. Это вызывает у Мег приступ ревности, и она решает сама вызвать у Нейла чувство ревности к ней, для чего решает встречаться с кем-нибудь другим. Она останавливает свой выбор на Джейке Такере, который испытывает к Мег исключительно меркантильный интерес. В конце концов, Мег признаётся Нейлу, что она хочет быть его девушкой, и подписывает контракт, чтобы доказать свою искренность. По условиям этого контракта Мег становится рабыней Голдманов, и те немедленно отправляют её пахать участок на своём заднем дворе.
Брайан находит в этом контракте пункт, который делает его недействительным, если Нейл обманет Мег, поэтому Питер уговаривает Лоис соблазнить его. Нейл говорит Мег, что хочет лишь, чтоб она была с ним, если она сама этого хочет, рвёт контракт и быстро мирится со своей предыдущей девушкой. Облегчение Мег быстро сменяется новым приступом ревности.
Между тем Мег жалуется, что ей надоело сидеть со Стьюи, пока родителей нет дома, поэтому Лоис начинает подыскивать малышу няню. Стьюи немедленно влюбляется в Лидден — молодую и привлекательную кандидатку. У неё есть молодой человек, но ревнивый малыш нападает на него, связывает, затыкает рот кляпом и прячет в багажник машины Брайана. Однако няня не ценит чувств Стьюи и ругает его, когда он трогает её грудь. Оскорблённый Стьюи накачивает Лидден наркотиками и жалуется маме, что «она приглашала друзей, они курили веселохуанну и геройин, у них у всех была экзема, и они трогали друг друга». После этого Лоис увольняет Лидден. Стьюи понимает, что погорячился, и пытается догнать её, но безуспешно.
Спустя две недели малыш вспоминает, что забыл освободить из багажника кавалера Лидден, но не испытывает никаких чувств по поводу его смерти.

## Создание
Автор сценария: Патрик Мэйга, режиссёр: Грег Колтон, приглашённые знаменитости: Джоанна Гарсия (в роли няни Лидден)
- Из комментариев к DVD[1]:
  - Имя няни — Лидден. Лидден Сандерс (англ. Liddane Sanders) — это имя одной из контролирующих (production controller) выпуск «Гриффинов» и «Американского папочки».
  - Этот эпизод — первый, в котором упоминается мультсериал «Симпсоны».
- Премьеру эпизода посмотрели 6 100 000 зрителей[2].
- В эпизоде присутствует «рвотная сцена» длительностью 56 секунд.
- В эпизоде Model Misbehavior в «долговое рабство» попадёт Брайан.